# 锡朗
锡朗（法語：Sillans，法語發音：[silɑ̃]）是法国伊泽尔省的一个市镇，原属格勒诺布尔区，2017年起改属维埃纳区。

## 地理
锡朗（45°20'27"N, 5°23'20"E）面积12.61 平方千米，位于法国奥弗涅-罗讷-阿尔卑斯大区伊泽尔省，该省份为法国东南部内陆省份，北起顺时针与安省、萨瓦省、上阿尔卑斯省、德龙省、阿尔代什省、卢瓦尔省和罗讷省。
与锡朗接壤的市镇（或旧市镇、城区）包括：贝沃奈、拉弗雷特、大朗斯、伊佐、普朗、圣艾蒂安-德圣茹瓦尔。
锡朗的时区为UTC+01:00、UTC+02:00（夏令时）。

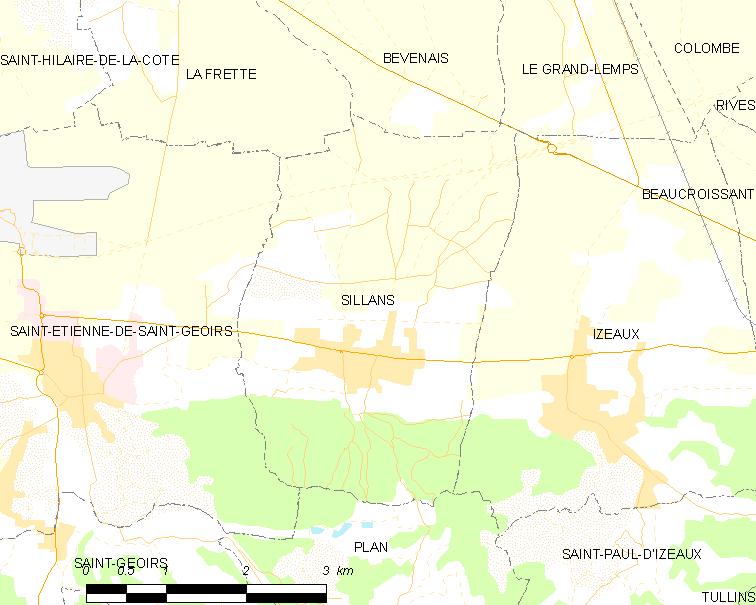
锡朗的OSM定位图

## 行政
锡朗的邮政编码为38590，INSEE市镇编码为38490。

## 政治
锡朗所属的省级选区为比耶夫尔县。

## 人口

1962-2008年间锡朗人口变化图示

锡朗于2022年1月1日时的人口数量为1923人。